# Item number

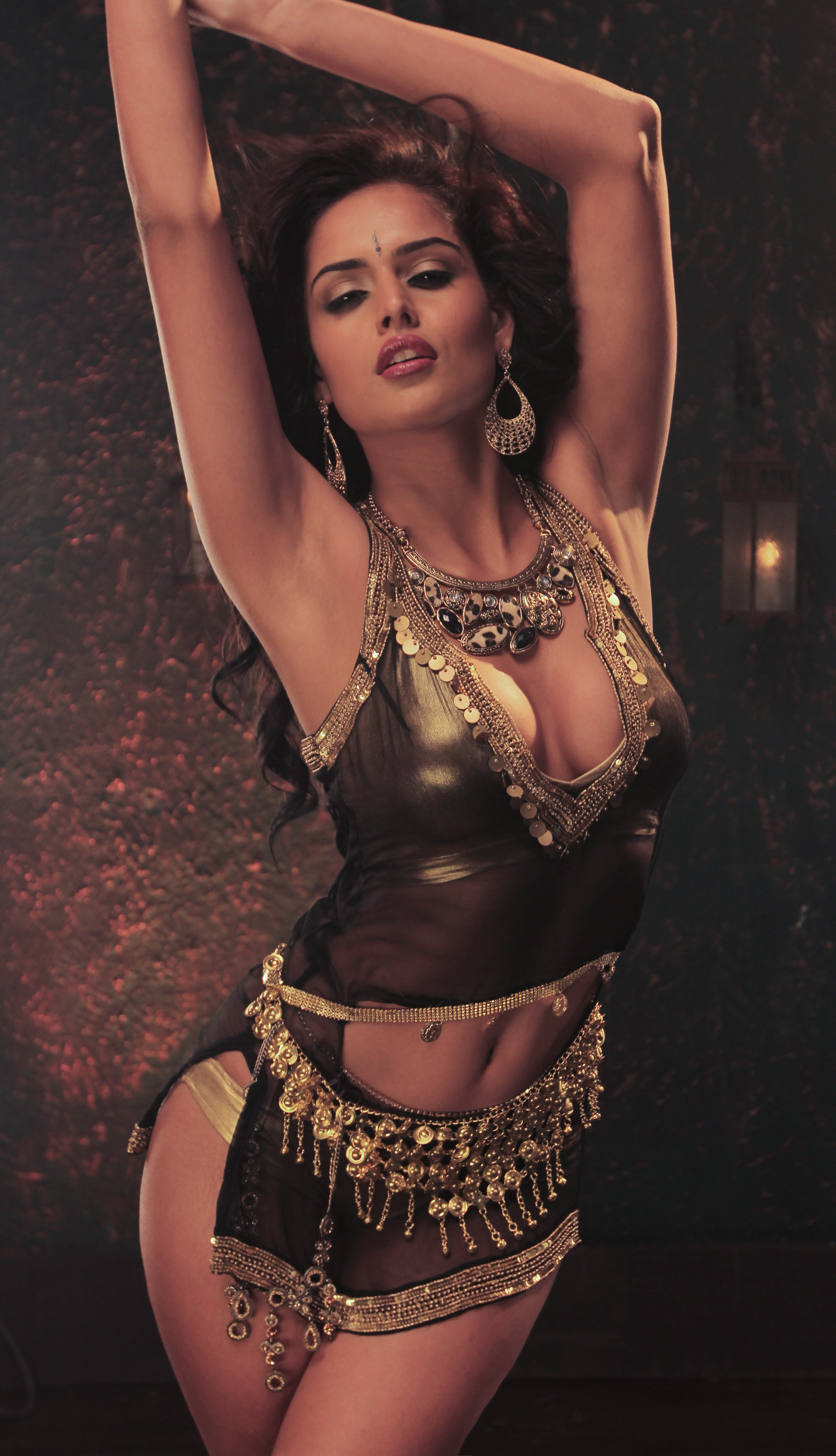
Item number de l’actrice bollywoodienne Nathalia Kaur dans le film Department

On appelle item number ou item song une scène de danse équivoque accompagnant une chanson tournée à la manière d'un clip musical et n'ayant aucune relation avec le reste du film dans lequel elle figure. C'est un thème favori du cinéma indien et nombre de films, tant de Bollywood que de Kollywood ou Tollywood, en usent à volonté, afin d’introduire des item girls, c'est-à-dire des stars du cinéma qui ne figurent pas sur la distribution officielle des rôles et n'ont donc aucun dialogue, mais dont le nom seul à l'affiche suffit à faire un effet d'appel et assurer ainsi le succès du film ; de fait, les item numbers sont souvent utilisés à titre de bande-annonce.
Ce terme avait à l'origine un sens péjoratif car les item numbers étaient souvent tournés dans une ambiance glauque ou érotique. 
Aujourd'hui ils présentent généralement une super star (souvent ami(e) du réalisateur) qui y fait une apparition fugace (caméo) ; parfois encore c'est l'actrice principale ou secondaire qui effectuant une danse particulièrement osée, transforme une scène en item number telle Sushmita Sen dans Sirf Tum. C'est devenu un véritable champ de bataille des actrices car ces scènes sont les mieux payées et elles assurent souvent à leur interprètes, le succès immédiat, indépendamment de celui du film.

## Origine
Il semble que le terme soit dérivé de item bomb lui-même corruption d'atom bomb désignant, en argot indien, une femme sexy. Bien que ce terme s'applique rétroactivement à bien des scènes, ce n'est que dans les années 1990 qu'il est apparu[réf. nécessaire] pour qualifier le rôle de 
Shilpa Shetty dans la chanson Main Aai Hoon UP Bihar Lootne du film Shool.
Bien que ce soit sans doute l'actrice Helen qui a initié ce genre dès les années 1960, suivie par Bindu et Aruna Irani dans les années 1970, c'est Madhuri Dixit qui devint ainsi célèbre du jour au lendemain par l'adjonction tardive d'un item number au film Tezaab, l'actrice Urmila était très demandée au milieu des années 1990 et au début des années 2000. Il existe aussi des item girls professionnelles (qui ne font que ces scènes) telles Malaika Arora Khan et Yana Gupta.

## Item boys
Les acteurs ont aussi ce genre de scènes et des stars tels Abhishek Bachchan, Shahrukh Khan ou Hrithik Roshan ont aussi tourné en tant qu'item boys. 

## Exemples

### Item Songsd'actrices
Helen
- 1971 - Piya Tu Ab To Aaja - Caravan
- 1973 - Aaj Ki Raat - Anamika
- 1975 - Mehbooba Mehbooba - Sholay
- 1978 - Yeh Mera Dil - Don

Parveen Babi
- 1982 - Jawani Jaaneman - Namak Halaal
- 1982 - Raat Baki - Namak Halaal

Sridevi
- 1987 - Hawa Hawaii - Mr. India

Madhuri Dixit
- 1988 - Ek Do Teen - Tezaab
- 1992 - Dhak Dhak - Beta
- 1993 - Choli Ke Peeche - Khal Nayak

Raveena Tandon
- 1994 - My Adorable Darling - Main Khiladi Tu Anari
- 1994 - Tu Cheez Badi Hai - Mohra
- 1996 - Shahar Ki Ladki - Rakshak
- 2000 - Mere Yeh Jawaani - Ghaath

Manisha Koirala
- 1996 - Ikrar karna mushkil hai - Agni Sakshi

Kajol
- 2003 - Maahi Ve - Kal Ho Naa Ho
- 2006 - Rock 'n' Roll Soniye - Kabhi Alvida Naa Kehna
- 2008 - Phir Milenge Chalte Chalte - Rab Ne Bana Di Jodi

Shilpa Shetty
- 1999 - Maine Aai UP Bihar Lootne - Shool
- 2000 - Macarena - Kushi
- 2004 - Saiyaan Mora Saiyaan - Garv
- 2008 - Shut Up & Bounce - Dostana

Urmila
- 1998 - Chamma Chamma - China Gate et Moulin Rouge
- 2002 - Aa Hi Jaiye - Lajja
- 2007 - Mehbooba Mehbooba - Ram Gopal Varma Ki Aag
- 2012 - Hridaynath        - Hridaynath

Karisma Kapoor
- 1994 - Sexy Sexy - Khuddar
- 1996 - Aaj Ghar Mein Akele - Rakshak
- 1997 - Naan Keelnaatu Cleopatra - Kodiesvaran

Tabu
- 1994 - Ruk Ruk Ruk - Vijaypath

Sonali Bendre
- 1995 - Hamma Hamma - Bombay
- 2004 - Cham Cham Karta - Aga Bai Arrecha!

Rani Mukherjee
- 1999 - Kaali Naagin Ke - Mann
- 2003 - Maahi Ve - Kal Ho Naa Ho
- 2008 - Phir Milenge Chalte Chalte - Rab Ne Bana Di Jodi
- 2012 - Aga Bai - Aiyyaa

Malaika Arora Khan
- 1998 - Chaiya Chaiya - Dil Se
- 2002 - Mahi Ve - Kaante
- 2005 - Kaal Dhamaal - Kaal
- 2007 - Hoth Rasiley - Welcome
- 2010 - Munni Badnaam Hui - Dabangg

Aishwarya Rai
- 2002 - Ishq Kamina - Shakti - The Power
- 2005 - Kajra Re - Bunty Aur Babli

Sushmita Sen
- 2000 - Mehboob Mere - Fiza
- 2001 - Shakalaka Baby - Mudalvan
- 2001 - Shakalaka Baby - Nayak
- 2005 - Sun Lo Tum Chilman Uthegi Nahin - Kisna

Kareena Kapoor
- 2006 - Yeh Mera Dil - Don : La Chasse à l'homme
- 2007 - It's Rocking - Kya Love Story Hai
- 2009 - Marjaani - Billu
- 2012 - Main Heroine Hoon - Heroine
- 2012 - Fevicol se - Dabangg 2
- 2012 - Dil Mera Muft Ka - Agent Vinod

Shamita Shetty
- 2002 - Sharara Sharara - Mere Yaar Ki Shaadi Hai
- 2002 - Chori Pe Chori - Saathiya

Ameesha Patel
- 2007 - Heyy Babyy - Heyy Babyy
- 2008 - Lazy Lamhe - Thoda Pyaar Thoda Magic
- 2011 - Motiyon Ki Kangana - Chatur Singh Two Star

Bipasha Basu
- 2006 - Beedi - Omkara
- 2006 - Namak - Omkara
- 2008 - Phir Milenge Chalte Chalte - Rab Ne Bana Di Jodi
- 2008 - Phoonk De - No Smoking
- 2012 - Ho Gayi Tun - Players
- 2012 - Bipasha - Jodi Breakers

Preity Zinta
- 2008 - Phir Milenge Chalte Chalte - Rab Ne Bana Di Jodi

Isha Koppikar
- 2002 - Khallas - Company
- 2003 - Ishq Samundar - Kaante

Lara Dutta
- 2004 - Aisa Jadoo - Khakee
- 2008 - Phir Milenge Chalte Chalte - Rab Ne Bana Di Jodi

Esha Deol
- 2004 - Dhoom Machale - Dhoom
- 2008 - Sunday - Sunday

Diya Mirza
- 2006 - Pyaar Ki Chatni - Phir Hera Pheri

Mallika Sherawat
- 2007 - Mayya Mayya - Guru
- 2007 - Mehbooba Mehbooba - Aap Ka Suroor - The Real Love Story

Amrita Arora
- 2003 - Dilli Ki Sardi - Zameen

Priyanka Chopra
- 2005 - Sabse Alag - Alag
- 2009 - You Get Me Rocking & Reeling - Billu
- 2013 - Babli Badmaash - Shootout at Wadala
- 2013 - Apna Bombay Talkies - Bombay Talkies
- 2013 - Ram Chahe Leela - Ram-Leela

Koena Mitra
- 2002 - Khullam Khulla - Road
- 2004 - Saaki Saakhi - Musafir

Ramya Krishnan
- 2003 - Thoodhu Varumaa - Kaakha Kaakha
- 2003 - Pothu Thaaku - Kuththu

Yana Gupta
- 2003 - Babuji Zara Dheera Chalo - Dum
- 2004 - Oh! What A Babe - Rakht
- 2004 - Manmadhan - Manmadhan
- 2005 - Kadhal Yaanai - Anniyan

Rakhi Sawant
- 2003 - Mohabbat Hai Mirchi - Chura Liyaa Hai Tumne
- 2005 - Ankhiyan Na Maar - Ek Khiladi Ek Haseena
- 2006 - Kismat Se Chalti Hai - Malamaal Weekly
- 2008 - Dekhta Hai Tu Kya - Krazzy 4
- 2008 - Bichua - 1920

Negar Khan
- 2004 - Ishq Khudai - Rudraksh
- 2004 - Chal Hat - Shaadi Ka Laddoo

Nayantara
- 2005 - Kodambakkam Area - Sivakasi
- 2007 - Balleilakka - Sivaji: The Boss

Hrishitaa Bhatt
- 2008 - Ya Baba - My Name Is Anthony Gonsalves

Deepika Padukone
- 2009 - Love Mera Hit Hit - Billu
- 2011 - Mit Jaaye Gham - Dum Maaro Dum

Katrina Kaif
- 2008 - Zara Zara Touch Me - Race
- 2010 - Sheila Ki Jawani - Tees Maar Khan
- 2012 - Chikni Chameli -

Agneepath

### Item Songsd'acteurs
Shahrukh Khan
- 2002 - Ishq Kamina - Shakti
- 2005 - Silsilay - Silsiilay
- 2005 - Kaal Dhamaal - Kaal
- 2006 - Sabse Alag - Alag
- 2007 - Mast Kalandar - Heyy Babyy
- 2007 - Dard-e-disco  - Om Shanti Om
- 2008 - Break Free - Krazzy 4
- 2011 - Antenna - Always Kabhi Kabhi

Abhishek Bachchan
- 2004 - One Love - Rakht
- 2006 - Sabse Alag - Alag
- 2008 - Nobody Like You - Mission Istaanbul

Hrithik Roshan
- 2008 - Break Free - Krazzy 4

Salman Khan
- 2008 - Bang Bang - Hello